# 207681 Caiqiao
207681 Caiqiao este un asteroid din centura principală de asteroizi.

## Descriere
207681 Caiqiao este un asteroid din centura principală de asteroizi. A fost descoperit pe 16 august 2007 la XuYi în cadrul programului PMO NEO Survey. Asteroidul prezintă o orbită caracterizată de o semiaxă mare de 2,44 ua, o excentricitate de 0,24 și o înclinație de 8,3° în raport cu ecliptica.